# Municipio Petit
Petit es uno de los 25 municipios que forman parte del Estado Falcón, Venezuela. Tiene una superficie de 1025 km² y se estima que para 2010 su población alcanza los 16 088 habitantes. Su capital es la población de Cabure.
El municipio se encuentra ubicado al centro del Estado Falcón, entre la Sierra de San Luis a 850 m s. n. m. y el río Los Remedios en la zona sur del municipio. La agricultura es la principal actividad económica del área.
En la zona norte se encuentra el parque nacional Sierra de San Luis.

## Parroquias
1. Parroquia Cabure
2. Parroquia Colina
3. Parroquia Curimagua

## Política y gobierno

### Alcaldes
| Período     | Alcalde               | Partido político / Alianza | % de votos | Notas |
| ----------- | --------------------- | -------------------------- | ---------- | --- |
| 1989 - 1992 | Lourdes Pérez Bravo   | AD                         | 46,06      | Primera alcalde bajo elecciones directas |
| 1992 - 1995 | Lourdes Pérez Bravo   | AD                         | 52,31      | Reelecta |
| 1995 - 2000 | Elsa García Hernández | COPEI                      | -          | Segunda alcaldesa bajo elecciones directas (se realizaron elecciones generales adelantadas en el 2000 debido a la aprobación de la Constitución de 1999) |
| 2000 - 2004 | Martín Humbria        | COPEI                      | 35,66      | Tercer alcalde bajo elecciones directas |
| 2004 - 2008 | Rafael López          | MVR                        | 57,73      | Cuarto Alcalde bajo elecciones directas |
| 2008 - 2013 | Rafael López          | PSUV                       | 67,79      | Reelecto (se postergan 1 año las elecciicipales pautadas para finales del 2012)                                                                          |
| 2013 - 2017 | Rafael López          | PSUV                       | 62,35      | Reelecto |
| 2017 - 2021 | José Guerrero         | PSUV                       | 91,03      | Quinto alcalde bajo elecciones directas |
| 2021 - 2025 | Yoneida Chirínos      | PSUV                       | 69,21      | Sexto alcalde bajo elecciones directas |

### Concejo municipal
Período 1989 - 1992
| Concejales:        | Partido político / Alianza |
| ------------------ | -------------------------- |
| Ramon Alcala       | AD                         |
| Antonio Chiquito   | AD                         |
| Pedro Gamboa       | AD                         |
| Hernan López       | COPEI                      |
| Julio Rivero López | COPEI                      |

Período 1992 - 1995
| Concejales:       | Partido político / Alianza |
| ----------------- | -------------------------- |
| Amabilis Chirinos | AD                         |
| Ildemar González  | AD                         |
| Astelio Ferrer    | AD                         |
| Teodoro Pirona    | COPEI                      |
| Hernan López      | COPEI                      |

Período 1995 - 2000
| Concejales:      | Partido político / Alianza |
| ---------------- | -------------------------- |
| Asdrubal García  | COPEI                      |
| Teodoro Pirona   | COPEI                      |
| Igancio Matriz   | AD                         |
| Jorge Sánchez    | AD                         |
| Manuel Hernández | MIRE                       |

Período 2013 - 2018
| Concejales         | Partido político / Alianza |
| ------------------ | -------------------------- |
| Romper Lazaro      | PSUV                       |
| Adrián Mollejas    | PSUV                       |
| Mercedes Gutiérrez | PSUV                       |
| Pablo Romero       | PSUV                       |
| José Luis Chirinos | PSUV                       |

Período 2018 - 2021
| Concejales        | Partido político / Alianza |
| ----------------- | -------------------------- |
| Silvestre Primera | PSUV                       |
| Irma Chirínos     | PSUV                       |
| Pablo Romero      | PSUV                       |
| Carmen Coronado   | PSUV                       |
| Orlando Gutiérrez | PSUV                       |
| José Curiel       | PSUV                       |
| Chithia Payares   | PSUV                       |

Periodo 2021 - 2025
| Concejales:                                                    | Partido político / Alianza |
| -------------------------------------------------------------- | -------------------------- |
| Lourdes Gómez                                                  | PSUV                       |
| Victor Talavera                                                | PSUV                       |
| Enrry Santos                                                   | PSUV                       |
| José Luis Chirinos                                             | PSUV                       |
| Enma Jiménez                                                   | PSUV                       |
| Lerida Castellano (Fallecida) Asume suplente Silvestre Primera | PSUV                       |
| Leonardo López                                                 | MUD                        |